# Barbara und die Schlacht von Waterloo
Barbara und die Schlacht von Waterloo (im englischen Original An Infamous Army) ist ein Roman von Georgette Heyer. Er erschien erstmals im Jahr 1937 im Original, die deutsche Erstausgabe im Paul Zsolnay Verlag 1959 in der Übersetzung von Emi Ehm. Der Roman spielt im Jahr 1815 und ist der letzte Teil der Alistair-Trilogie.

## Handlung
Im Frühsommer des Jahres 1815 halten sich zahlreiche Angehörige des britischen Adels in Brüssel auf und erwarten die Ankunft des Herzogs von Wellington, dessen Truppen schon vor Ort sind, nachdem Kaiser Napoleon mit seiner Armee aus Süden Richtung Norden vorrückt. Unter den Briten vor Ort befindet sich die schöne und zynische Lady Barbara Childe, Mitglied der für ihr hitziges Temperament berüchtigten Familie Alistair. Lady Barbara wurde von ihren Eltern in jungen Jahren mit einem wesentlich älteren Mann verheiratet, der sie schlecht behandelte. Seit dessen Tod ist sie trotzig entschlossen, das Leben zu genießen und sich von keinem Mann mehr beherrschen zu lassen. Sie verdreht allen Männern den Kopf und stößt daher bei den Frauen in Brüssel auf große Ablehnung.
Auch Lady Judith Worth (Judith Taverner aus Die Jungfernfalle) ist Barbara Childe abgeneigt und deshalb um so entsetzter, als sich ihr seriöser Schwager Charles Audley, Mitglied im Stab von Wellington, mit dieser nach kurzer Bekanntschaft Hals über Kopf verlobt. Als Charles Audley Barbara Vorwürfe macht, weil sie sich mit Judiths Bruder Peregrine zum Essen verabredet hatte und dessen schwangere Frau deshalb todunglücklich ist, löst sie die Verlobung, weil sie sich bevormundet fühlt. Lady Worth versucht von nun an, ihren Schwager Charles mit ihrem Schützling Lucy Devenish zusammenzubringen, ohne zu ahnen, dass diese heimlich mit dem Bruder von Lady Barbara, Lord George Alistair, verheiratet ist. Lucy vertraut sich Charles Audley an, der sich fortan um sie kümmert, was Judith als wachsende Zuneigung interpretiert.
Am 15. Juni 1815 trifft sich die vornehme Gesellschaft von Brüssel auf dem Ball der Herzogin von Richmond. Nach während des Balls verlassen die Offiziere die Gesellschaft, da Napoleons Truppen näher gerückt sind. Am Tag darauf kommt es zur Schlacht bei Quatre-Bras. Da steht Lady Barbara vor der Tür der Worths und bittet um die Unterbringung ihrer Pferde, da ihre Schwägerin und ihr Bruder die Flucht ergriffen haben; sie selbst will ohne Anstandsdame in ein Hotel ziehen. Lord Worth fordert sie auf, in seinem Haus zu wohnen, da sein Bruder Charles dies von ihm erwarten würde. Judith muss sich wider Willen damit abfinden.
Im Laufe der Schlacht treffen alsbald viele Verwundete in Brüssel ein, und Judith und Barbara gehen auf die Straßen, um die Soldaten zu versorgen. Dabei kommen sich die beiden Frauen näher, und Judith erkennt, dass Barbara unter ihrer vermeintlich eitlen Schale mutig und empathisch ist. Zahlreiche Teilnehmer des Balls der Herzogin von Richmond werden bei den Kämpfern getötet, darunter Barbaras Bruder Lord Harry. Charles Audley überlebt die Kämpfe, aber ihm muss ein Arm amputiert werden.
Die Kampfhandlungen und der weitere Verlauf der Schlacht bei Waterloo werden detailliert beschrieben; die Autorin Georgette Heyer nutzte dazu viele zeitgenössische, von den Beteiligten verfasste Quellen. Wegen dieses Teils des Buches gilt es als „atypisch“ für Heyer. Es heißt, dass diese Passagen als Lektüre auf britischen Militärakademien empfohlen werden.
Während die meisten Briten Brüssel inzwischen verlassen haben, treffen die Großeltern von Barbara – die Herzogin und der Herzog von Avon (Mary Challoner und Lord Dominic Vidal aus Eskapaden) – auf die Nachricht von deren aufgelösten Verlobung in Brüssel ein, über die sie sich sehr gefreut hatten. Barbara gibt ihrem belgischen Verehrer Graf Lavisse den Laufpass und versöhnt sich mit Charles Audley.

## Hauptpersonen
- Lady Barbara Childe
- Oberst Charles Audley
- Judith Audley (geborene Taverner), Lady Worth
- Julian St. John Audley, Lord Worth
- Harriet (geborene Fairfield), Lady Taverner
- Sir Peregrine („Perry“) Taverner
- Miss Lucy Devenish
- Lord George Alistair
- Lord Harry Alistair
- Graf Lavisse
- Mary Alastair (geborene Challoner), Herzogin von Avon
- Dominic Alastair, Herzog von Avon
- Herzog von Wellington

## Ausgaben
Das Buch erschien seit 1959 in mehreren Verlagen und zahlreichen Auflagen. Allein das bei Rowohlt erstmals 1967 veröffentlichte Taschenbuch wurde in 154.000 Exemplaren aufgelegt.